# Fissidens griffithii
Fissidens griffithii là một loài Rêu trong họ Fissidentaceae. Loài này được Gangulee mô tả khoa học đầu tiên năm 1964.